# Smile (singel G-Unit)
Smile – ostatni singiel promujący album pt. "Beg for Mercy", amerykańskiego zespołu hip-hopowego G-Unit. Został wydany wiosną 2004 roku. Do singla powstał teledysk.

## Notowania
| Notowania (2004)                     | Najwyższa pozycja |
| ------------------------------------ | ----------------- |
| U.S. Billboard Hot R&B/Hip-Hop Songs | 72                |
| Irish Singles Chart                  | 34                |